# Salvador (nom)
Salvador és un nom propi masculí habitual a tot el domini lingüístic del català. Se sol abreujar Vador o, per influència castellana, Salva; al País Valencià també és corrent la forma Voro. La versió d'aquest nom per a dona, molt menys estesa, és Salvadora.

## Etimologia
Significa 'el qui salva', i deriva del nom llatí tardà d'origen cristià Salvator, del verb salvare. És la traducció del grec Σωτῆρ Soter, 'salvador', que és alhora la traducció de l'hebreu Ieixua, 'Déu salva' o 'Déu és salvació'. Els primers cristians van assumir el nom Salvatōre(m) com a traducció de Jesús, ja que inicialment es considerava irreverent usar el nom de Jesús com a antropònim.
Aquest nom està estès especialment per la península Ibèrica i la Itàlia meridional.

## En altres llengües
- Alemany i anglès: Salvator
- Basc: Gaizka, Xalbador, Xalba, Salbatore
- Castellà, gallec i portuguès: Salvador
- Francès: Sauveur
- Italià: Salvatore
- Occità: Sauvaire
- Polonès: Salwator
- Sard: Sarbadore

## Onomàstica
Si bé la diada de Sant Salvador és el dia 18 de març en record del franciscà i miracler sant Salvador d'Horta, com que aquesta és una festivitat d'origen recent (Salvador d'Horta, beatificat el 1606, no fou canonitzat fins al 1938), la majoria de fidels cristians la celebren el 6 d'agost, diada de la Transfiguració de Jesús, en honor del Crist Salvador. En alguns llocs com ara Sicília, tanmateix, se celebra pel Corpus.
Per Sant Salvador és festa major, entre d'altres, a Otos (Vall d'Albaida), els Pallaresos (Tarragonès), Picamoixons (Alt Camp), el Pont de Suert (Alta Ribagorça), Vimbodí (Conca de Barberà) i al barri lleidatà de Pardinyes.

## Personatges
- Salvador Allende, metge i polític xilè.
- Salvador Casañas, bisbe i cardenal català.
- Salvador Chulià, músic i compositor valencià.
- Salvador Dalí, pintor català.
- Salvador Escamilla, presentador català de ràdio i televisió.
- Salvador Espriu, poeta, dramaturg i novel·lista català.
- Salvador Giner, sociòleg català i president de l'IEC.
- Salvador González Marco, futbolista valencià, més conegut com a Voro.
- Salvador d'Horta, franciscà i miracler català, un dels sants de l'Església catòlica.
- Salvador Llobet, geògraf català, creador de l'Editorial Alpina.
- Salvador Luria, metge i professor universitari nord-americà d'origen italià, guardonat amb el premi Nobel.
- Salvador Milà, polític català.
- Salvador Moncada, metge hondureny, guardonat amb el premi Príncep d'Astúries.
- Salvador de Madariaga, diplomàtic, escriptor i historiador espanyol d'origen gallec.
- Salvador Puig Antich, revolucionari català.
- Salvador Sadurní, futbolista català.
- Salvador Seguí, líder anarcosindicalista català, més conegut com el Noi del Sucre.
- Salvador Sostres, escriptor i periodista català.
- Salvador Valeri, arquitecte modernista català.
- Salvador Vilaseca, historiador i metge català.
- Salvatore Cammarano (o Salvadore Cammarano), dramaturg i llibretista napolità.
- Salvatore Quasimodo, poeta i periodista sicilià, guardonat amb el premi Nobel de Literatura.
- Salvatore Viale, escriptor cors.
- Salvatore Vidal, sacerdot i escriptor sard.